# Stockerauer Schnellstraße
De Stockerauer Schnellstraße S5 is een Expresweg in de Oostenrijkse deelstaat Neder-Oostenrijk.
De S5 verbindt Stockerau met Krems an der Donau en is 44,5 km lang.
De weg begint op Knoten Stockerau met de A22 en de S3 en loopt in westelijke richting tot Krems an der Donau.
De S5 vormt samen met de Donaubrücke Traismauer en de S33 een hoogwaardige verbinding tussen het Weinviertel en de deelstaatshoofdstad St. Pölten.
Tussen Knoten Stockerau en Knoten Jettsdorf is de S5 een autosnelweg waarvoor geen tolvignet nodig is voor personenverkeer, echter betaalt het vachtverkeer wel tol. Het traject tussen Knoten Jettsdorf en afrit Krems-Mitte is tot afrit Krems-Ost een enkelbaans weg en van Krems Ost en Krems-Mitten een vierbaans weg.
Routebeschrijving
De S5 begint In Knoten Stockerau waar ze aansluit op de A22 en de S3. De weg loopt in westelijke richting en passeert achtereenvolgens afrit Tulln an der Donau B19. afrit Königsbrunn}, afrit Kirchberg am  Wagram, afrit Fels am Wagram waar de B34 kruist, afrit Grafenwörth, en komt bij Knoten Jettsdorf waar de S33 aansluit. Hier eindigt de snelweg. De S5 gaat vanaf hier verder als autoweg en passeert de afrit Grunddorf en Theiß en Komt in het zuiden van Krems an der Donau. De S5 komt bij afrit Krems-Ost waar de weg verder loopt als vierbaans autoweg naar afrit Krems-Mitte. Hier gaat ze over in de  B3 en kruist de B37.
<

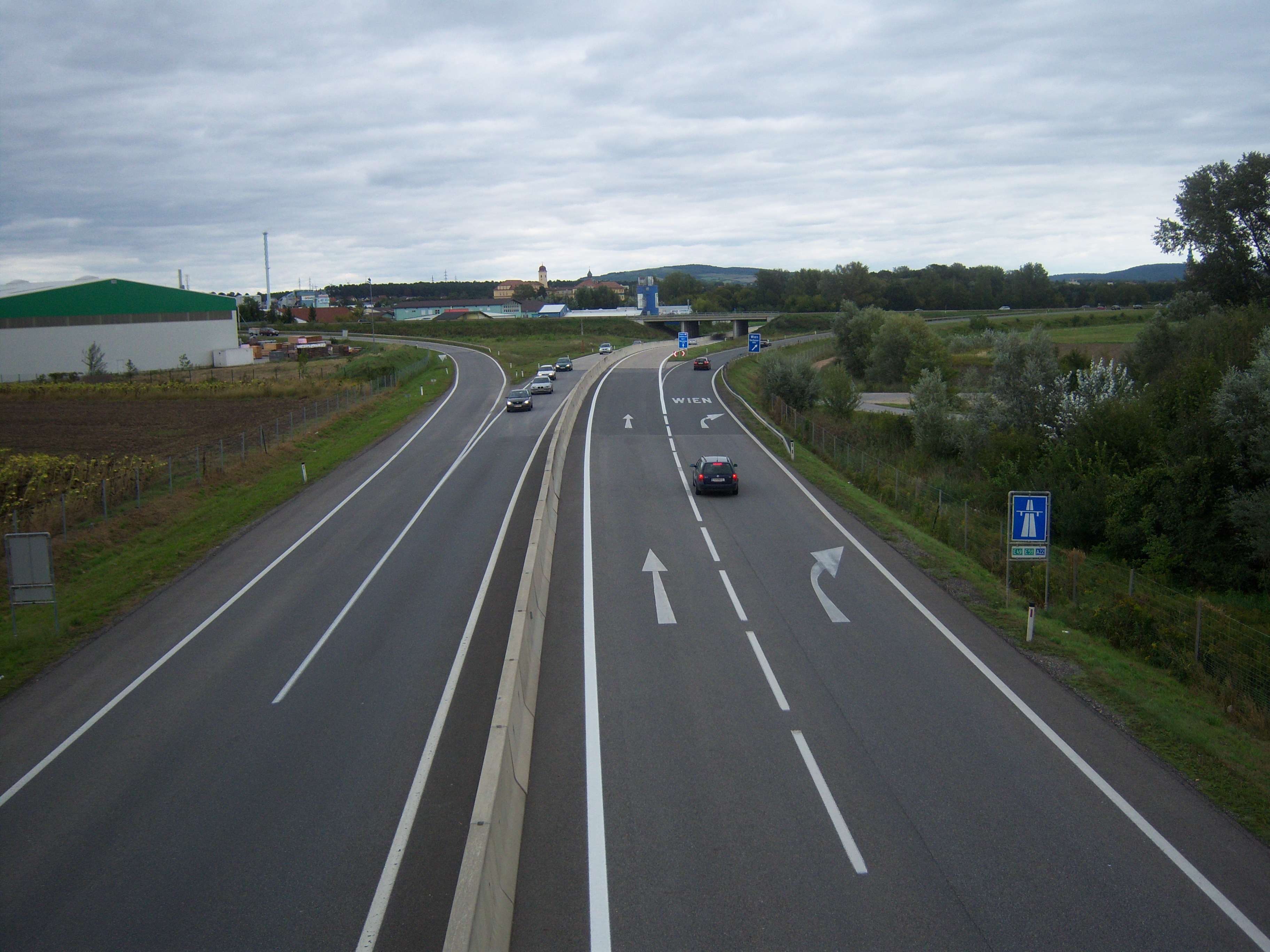
S5 bij het Knoten Stockerau
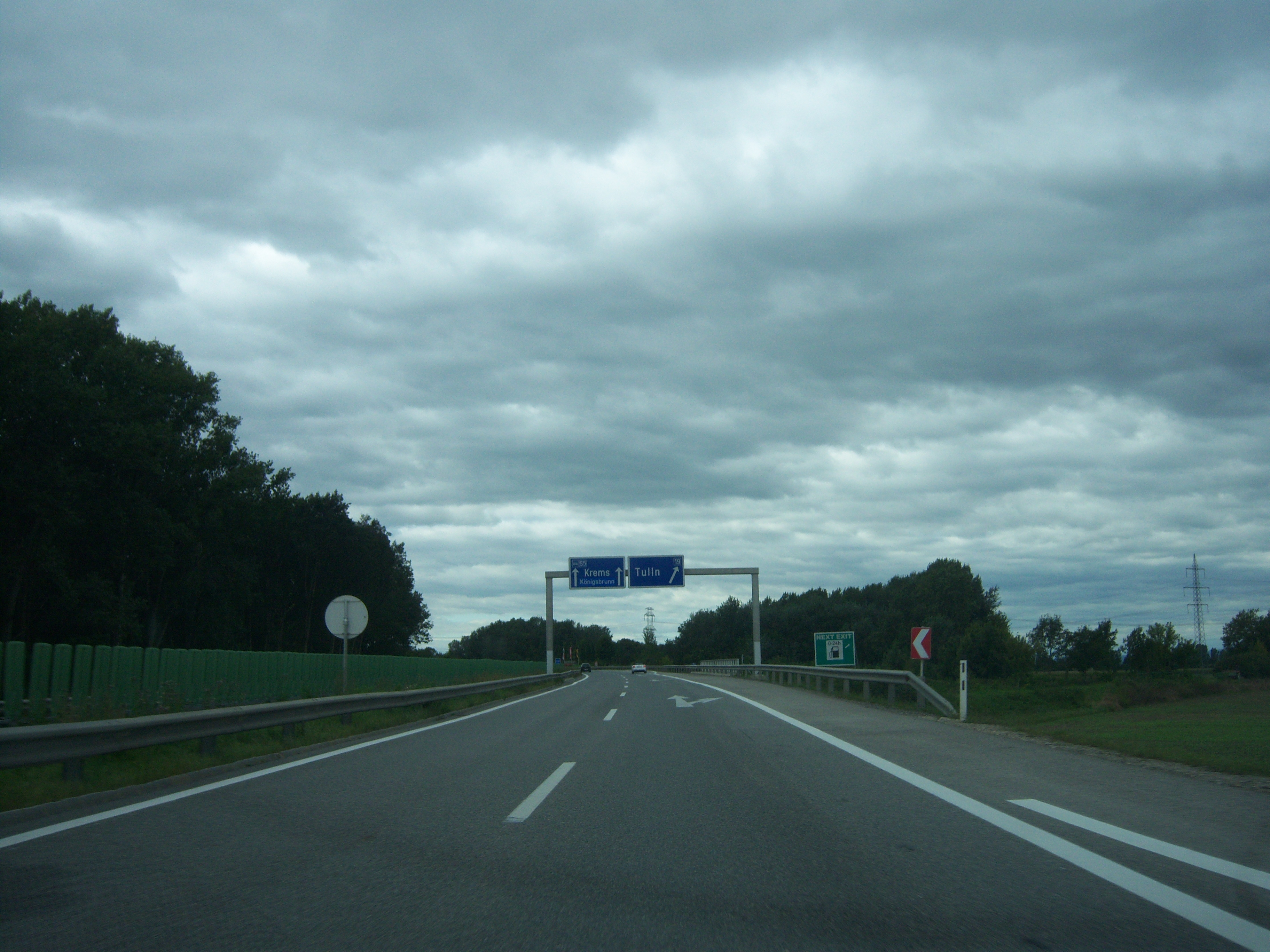
S5 bij afrit Tulln
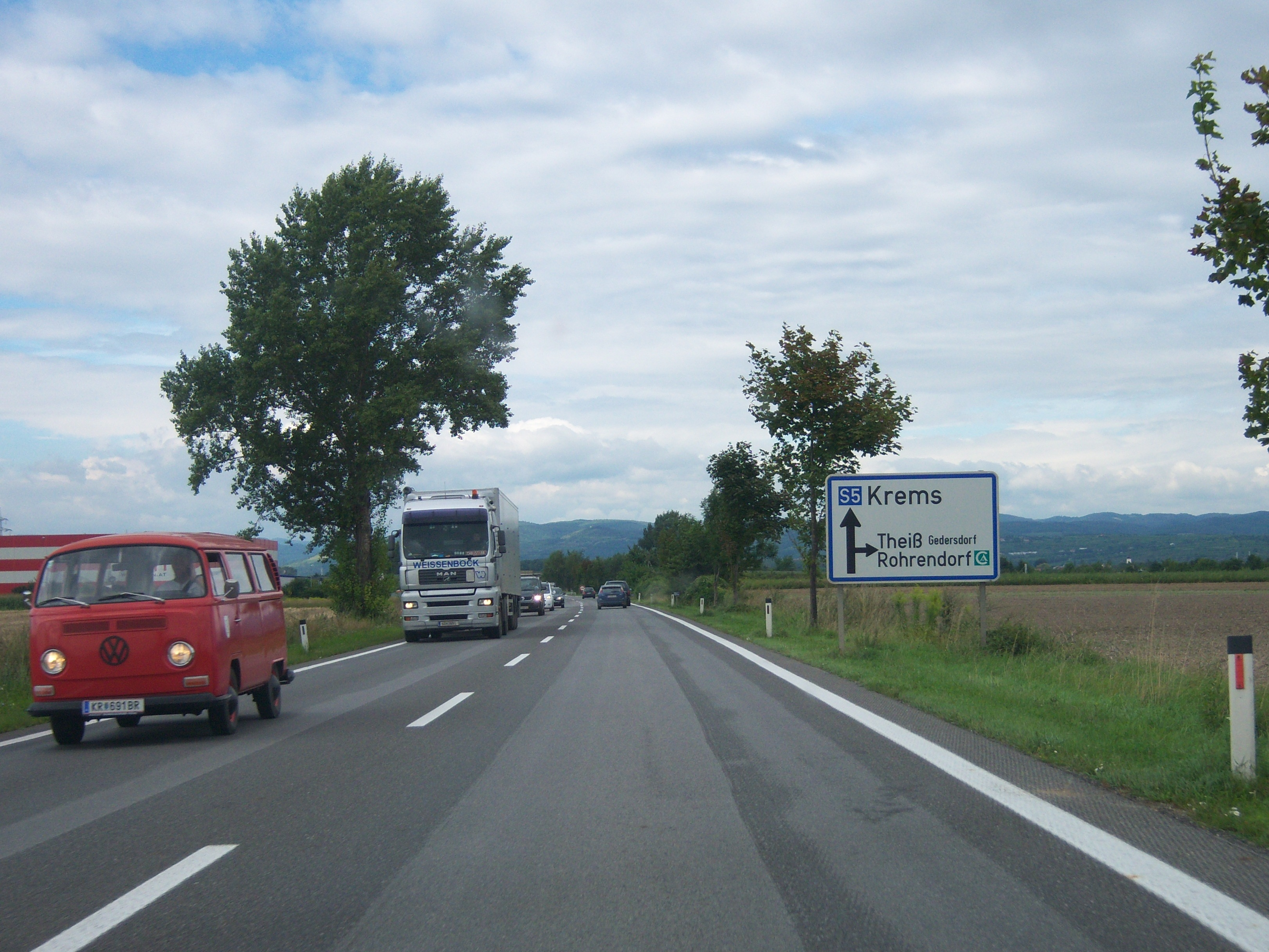
enkelbaans S5
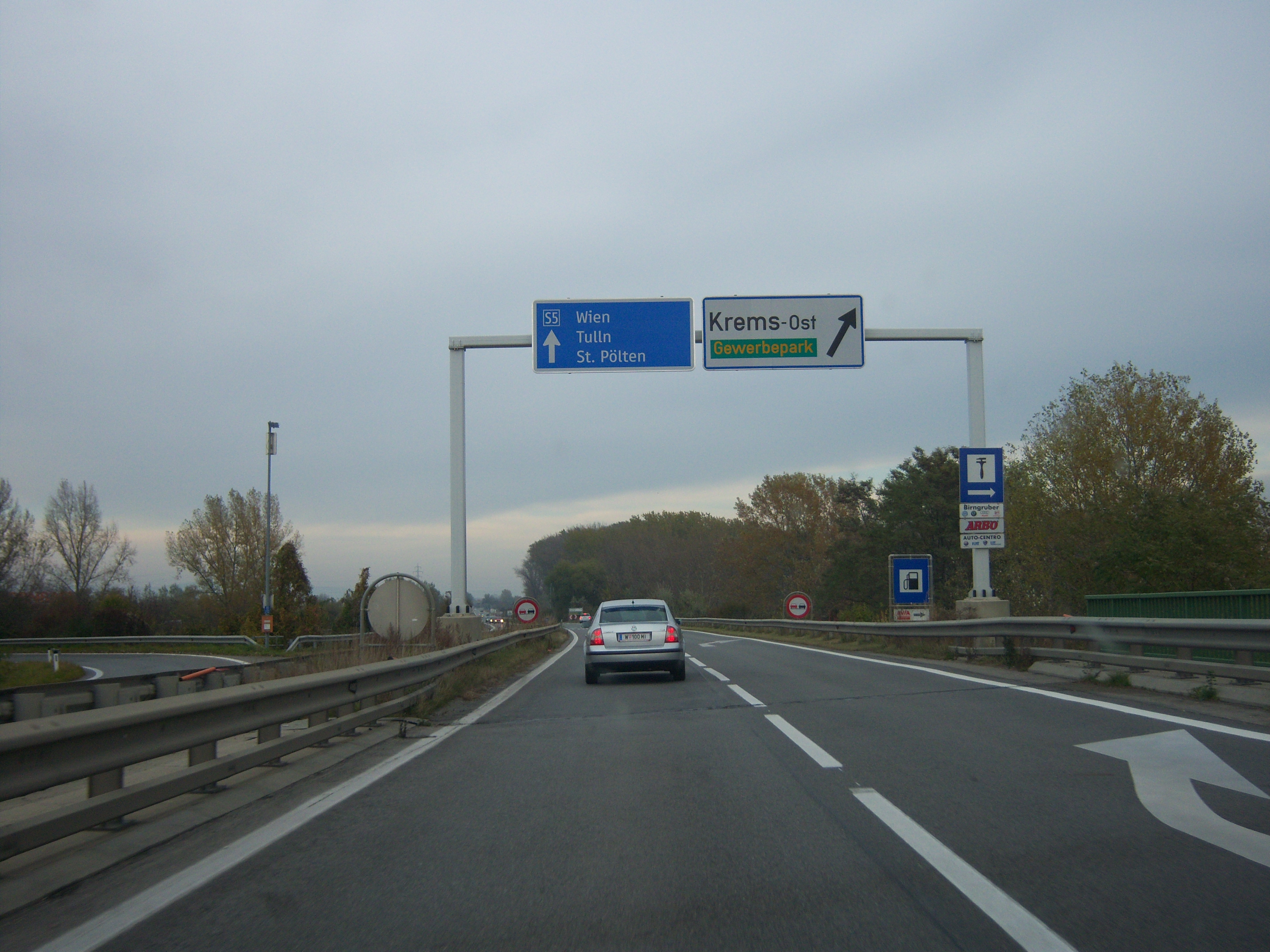
S5 bij afrit Krems-Ost
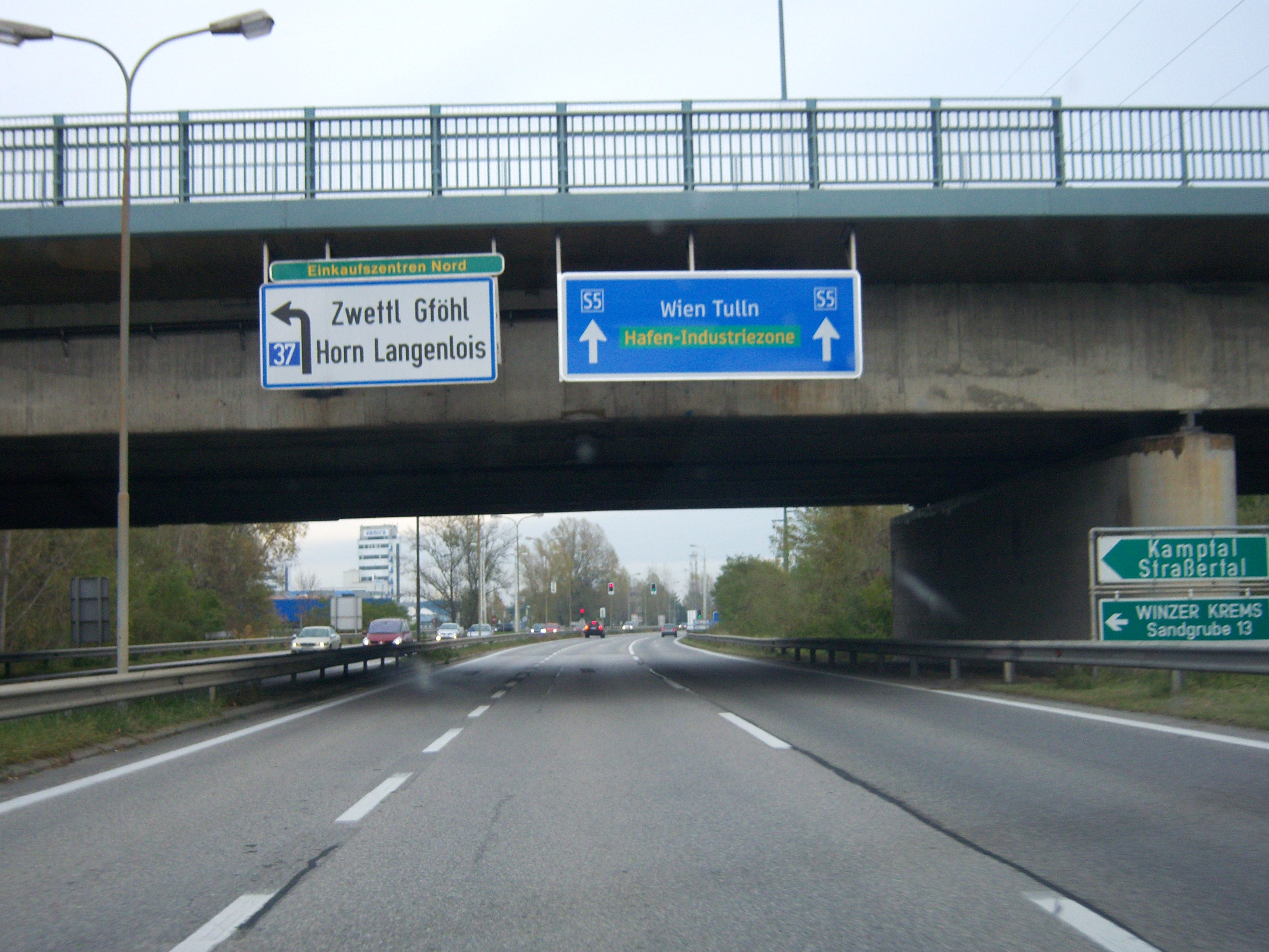
Begin van de S5 bij Krems-Mitte

## Weblinks
- Stockerauer Schnellstraße auf motorways-exits.com (Engels)

Autobahnen: A1 · A2 · A3 · A4 · A5 · A6 · A7 · A8 · A9 · A10 · A11 · A12 · A13 · A14 · A21 · A22 · A23 · A24 · A25 · A26
Schnellstraßen: S1 · S2 · S3 · S4 · S5 · S6 · S7 · S8 · S10 · S16 · S18 · S31 · S33 · S34 · S35 · S36 · S37